# عقد 250 هـ
عقد 250 هـ هو الفترة بين عام 250 إلى 259 في التقويم الهجري، أي العشر سنوات السادسة من القرن الثالث الهجري.